# النعيمة (إربد)
النعيمة بلدة أردنية في محافظة إربد تتبع إداريا للواء بني عبيد. تقع على بعد 24 كم جنوب مدينة إربد على نهاية سلسلة جبال عجلون المطلة على جبل الشيخ وجبل العرب وسهول حوران جنوب سورية.
قطن فيها السكان منذ عهد الاشوريين وتتابع منذ ذلك العهد فيها السكن والمعيشة. ولقدمها توجد فيها آثار فسيفساء من أيام العهد الروماني، وفيها أحد المساجد القديمة من العهد العثماني. فيها أول مطحنة حبوب حديثة أنشأت في القرن 19 وكانت تؤمن الطحين للقوات التركية في الحرب العالمية الأولى وما زالت تعمل حتى الآن. يعد مثلث النعيمة أحد أهم النقاط المزدحمة والتجارية في البلدة، وتشتهر النعيمة بزراعة الحبوب والزيتون والعنب، وفي ضواحيها جامعة إربد الأهلية، وجامعة جدارا للدراسات العليا.

## السكان والمساحة
يبلغ عدد سكان البلدة نحو 47.203 نسمة بحسب تقديرات 2022  كما وتعتبر أحد أكبر قرى الأردن فتبلغ مساحتها نحو 90 كم مربع من الأراضي الأردنية.